# 锡林站
锡林站 （英語：Xilin Station，代号：DT36）是新加坡地铁濱海市區線上（第三期延線）的未来车站，位于新加坡本岛淡滨尼规划区。
车站位于樟宜南3道及锡林道（Xilin Avenue）交汇处。
锡林道是以該地前身许锡林村命名——该带土地曾由人称「椰子王」的富商许锡林（Koh Sek Lim）所有。

## 車站樓層
| L1 | 地面層           | 锡林配送中心大厦、诗家董物流中心                |
| B1 | 大廳             | 檢票口、自動售票機、車站控制室、Transitlink櫃枱 |
| B2 | B站台            | 滨海市区线 往雙溪勿洛方向（終點站）             |
| B2 | 島式站台，建造中 |                                                 |
| B2 | A站台            | 滨海市区线 往武吉班讓方向（博覽站）             |

## 交通連接

### 地鐵
|                  | 一－六 |  | 星期日及 公定假日 |  | 每日 |
| 濱海市區線       |        |  |                   |  |      |
| 往 DT1 武吉班讓  | –      |  | –                 |  | –    |
| 往 DT37 雙溪勿洛 | –      |  | –                 |  | –    |